# Buasjön (Hajoms socken, Västergötland)
Buasjön är en sjö i Marks kommun i Västergötland och ingår i Viskans huvudavrinningsområde. Sjön har en area på 0,0682 kvadratkilometer och ligger 76,1 meter över havet.

## Delavrinningsområde
Buasjön ingår i det delavrinningsområde (638534-130484) som SMHI kallar för Ovan Iglabäcken. Medelhöjden är 93 meter över havet och ytan är 30,37 kvadratkilometer. Räknas de 2 avrinningsområdena uppströms in blir den ackumulerade arean 106,84 kvadratkilometer. Surtan som avvattnar avrinningsområdet har biflödesordning 2, vilket innebär att vattnet flödar genom totalt 2 vattendrag innan det når havet efter 54 kilometer. Avrinningsområdet består mestadels av skog (55 procent), öppen mark (10 procent) och jordbruk (28 procent). Avrinningsområdet har 0,28 kvadratkilometer vattenytor vilket ger det en sjöprocent på 0,9 procent. Bebyggelsen i området täcker en yta av 1,16 kvadratkilometer eller 4 procent av avrinningsområdet.